# Ehud Ólmert
Ehud Olmert (en hebreo: אֵהוּד אוֹלְמֵרְט‎; Binyamina, Palestina británica, 30 de septiembre de 1945) fue el duodécimo primer ministro de Israel desde enero de 2006 hasta marzo de 2009. Durante su mandato tuvieron lugar fuertes enfrentamientos militares con Hezbolá y Hamás, como la segunda guerra del Líbano y la operación Plomo Fundido respectivamente. También condujo negociaciones de paz con la Autoridad Nacional Palestina, más notoriamente la Conferencia de Annapolis. 
Ólmert ocupó otros importantes cargos en la política de Israel. Fue vice primer ministro de Israel, Ministro de Finanzas, Ministro de Industria, Comercio y Trabajo, y Ministro responsable de la Administración de Tierras de Israel, así como Alcalde de Jerusalén.
Su carrera política fue empañada por diversos casos de corrupción. En febrero del 2016 Ólmert comenzó a cumplir su condena de 19 meses por cargos de corrupción, convirtiéndose en el primer antiguo jefe de Gobierno encarcelado en la historia del Israel.

## Biografía

### Juventud y servicio militar
Nació el 30 de septiembre de 1945 en Binyamina, pueblo al norte de Tel Aviv. Sirvió brevemente como oficial de infantería en las Fuerzas de Defensa de Israel, en la Brigada Golani. Fue herido en servicio, y temporalmente liberado para ser sometido a tratamiento. Para completar sus actividades militares sirvió como corresponsal de BaMahane, un semanario militar, antes de realizar sus estudios universitarios. Durante la guerra de Yom Kipur se incorporó a la sede de Ariel Sharón como un corresponsal militar. Es diplomado en psicología, filosofía y derecho por la Universidad Hebrea de Jerusalén.
Sus padres, Bellah y Mordechai, escaparon a la "persecución en Ucrania y Rusia y encontraron refugio en Harbin, China. Posteriormente emigraron a Israel a cumplir su sueño de construir un Estado judío y democrático viviendo en paz en la tierra de sus antepasados." Posteriormente militaron en el Irgún. Al ser esta organización absorbida por las FDI, su padre fue miembro del Knéset por Herut, partido político fundado por el líder de Irgún, Menájem Beguin.
Durante su juventud, Olmert militó en la Organización Juvenil Beitar. En la década de 1970 Ehud Ólmert llegó a tener su propio negocio de asesoramiento legal en Jerusalén, con bastante éxito. Ya miembro del Knesset, decidió retirarse de la carrera militar en 1980 a los 35 años de edad.
En octubre de 2007, Olmert anunció que padecía cáncer de próstata.

### Familia
La esposa de Ehud Olmert, Aliza, es un escritora de novelas y obras de teatro, así como también se desenvuelve en otras ramas del arte. La pareja tiene cuatro hijos biológicos y una hija adoptada. La hija mayor, Michal, posee una maestría en psicología y dirige talleres de pensamiento creativo. Su hija Dana es profesora de literatura en la Universidad de Tel Aviv y editora de una serie literaria. Dana es activista en la organización israelí de derechos humanos Machsom Watch. Su hijo Shaul es un artista israelí y vive en Nueva York. Actualmente es vicepresidente de Nickelodeon. Ariel, hijo menor de Ehud, realiza sus estudios de literatura francesa en la Sorbona en París. Shuli, su hija adoptada, fue huérfana de su madre al nacer.
El padre de Ólmert, Mordechai, considerado un pionero de los asentamientos en la Tierra de Israel, fue un exmiembro de la segunda y tercera Knessets, creció en la ciudad china de Harbin, donde lideró el movimiento juvenil local de Betar. El abuelo de Olmert, JJ Olmert, decidió instalarse junto con su familia en Harbin huyendo de Rusia tras la Primera Guerra Mundial. En 2004 Ehud Ólmert visitó China y ofrendó sus respetos a la tumba de su abuelo en Harbin. Ólmert asegura que su padre nunca había olvidado la ciudad china que lo vio crecer después de mudarse a lo que entonces era el Mandato Británico de Palestina, en 1933 a la edad de 22 años. «Cuando murió a los 88 años de edad, él habló sus últimas palabras en chino», recordó.

## Miembro del Knesset y ministro
En 1966, durante una convención del partido Gahal (predecesor del Likud), el entonces líder del partido, Menachem Begin, fue enfrentado por el joven Ehud Olmert, que pidió su dimisión. Begin anunció que iba a retirarse del liderazgo del partido, pero pronto invirtió su decisión, cuando la multitud emocionalmente abogó por su permanencia.
Olmert fue elegido por primera vez a la Knesset en 1973 a la edad de 28 años y fue reelegido siete veces consecutivas. Entre 1981 y 1989, se desempeñó como miembro del Ministerio de Asuntos Exteriores y Comité de Defensa, y trabajó en Hacienda, Educación y Comités de Defensa de Presupuesto. Se desempeñó como Ministro sin cartera, encargado de asuntos menores entre 1988 y 1990, y como Ministro de Salud desde 1990 hasta 1992. Tras la derrota del Likud en las elecciones de 1992, en lugar de seguir siendo un miembro del Knesset en la oposición, se postuló con éxito para Alcalde de Jerusalén en noviembre de 1993.

## Alcalde de Jerusalén

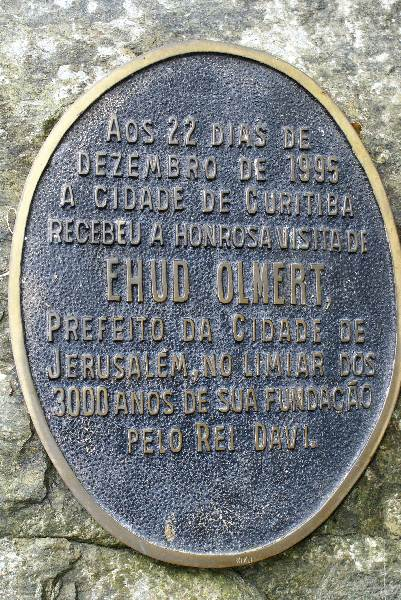
Placa de bronce situada en la Ópera de Alambre en Curitiba, Brasil, que conmemora la visita de Olmert como alcalde de Jerusalén.

Entre 1993 y 2003, Olmert sirvió dos términos como alcalde de Jerusalén, el primer miembro del Likud o de sus precursores en ocupar el cargo. Durante su mandato se dedicó a la iniciación y promoción de grandes proyectos en la ciudad, el desarrollo y la mejora del sistema educativo, así como el desarrollo de la infraestructura vial. También encabezó el desarrollo del sistema ferroviario en Jerusalén, y la inversión de millones de shekels en el desarrollo del transporte de masas opcionales para la ciudad.

## Ministro y vice primer ministro
Ólmert obtuvo un escaño en la 16.º legislatura de la Knesset, en enero de 2003. Fue el jefe de campaña del Likud durante las elecciones, y por tanto el encargado de negociar posteriormente para formar una coalición de gobierno. Tras las elecciones fue nombrado vice primer ministro y ministro de Industria y Comercio. Entre 2003 y 2004, también ejerció como ministro de Comunicaciones.
Olmert, que originalmente se opuso a la retirada de tierras conquistadas en la Guerra de los Seis Días, y que votó en contra de los Acuerdos de Camp David en 1978, fue, posteriormente, defensor de la retirada de Gaza. Después de su nombramiento, Olmert dijo:

"He votado en contra de Menachem Begin, le dije que era un error histórico, lo peligroso que sería de allí en adelante. Ahora lamento que no esté vivo para reconocerle públicamente su sabiduría y mi error . Él tenía razón y yo estaba equivocado. Gracias a Dios nos sacó del Sinaí."

Durante el segundo término como primer ministro de Ariel Sharón, Ólmert fue considerado como su mano derecha. Fue un vivo defensor de las políticas gubernamentales y el más importante aliado de Sharon durante el Plan de retirada unilateral israelí de septiembre de 2005. Cuando Sharon anunció su salida del Likud y la formación de un nuevo partido, Kadima, Olmert fue uno de los primeros en aliarse con él. 
El 7 de agosto de 2005 Ólmert asumió también la cartera de Finanzas, reemplazando a Benjamín Netanyahu, el cual había dimitido como protesta por la aplicación del plan de retirada unilateral israelí de la franja de Gaza. Ólmert, que años atrás se había opuesto a la retirada de este territorio (conquistado durante la Guerra de los Seis Días de 1967), y que había votado en contra de los acuerdos de paz de Camp David de 1978, fue entonces partidario del plan de retirada: «Voté en contra de Menájem Beguin», ha dicho Ólmert. «Le dije que era un error histórico, que podría ser muy peligroso, y todas esas cosas. Ahora me arrepiento de que no esté vivo para tener la oportunidad de reconocer públicamente su conocimiento y mi error. Él tenía razón y yo estaba equivocado. Gracias a Dios que nos retiramos del Sinaí». 

## Primer ministro interino y líder del Kadima
El 28 de marzo de 2006 se llevaron a cabo las elecciones para la Knesset número 17, donde Kadima sacó el mayor número de votos logrando 29 escaños. Olmert se convirtió así en primer ministro el 14 de abril de 2006, pero ya había asumido como primer ministro interino el 4 de enero del mismo año, luego que el entonces primer ministro Ariel Sharón sufriera un grave accidente cerebrovascular. Ólmert formó coalición de gobierno el 4 de mayo y ratificó su puesto como primer ministro hasta las siguientes elecciones. Renunció al cargo el 21 de septiembre de 2008, aunque se mantuvo como primer ministro interino hasta que Netanyahu lo sucedió el 31 de marzo de 2009.
El 24 de enero de 2006, Ehud Ólmert, en su primer discurso oficial desde que asumió el cargo, dijo en la conferencia de Herzliya que respaldaría la creación de un estado árabe, al mismo tiempo que dijo «Estamos firmemente por el derecho histórico del pueblo de Israel a toda la Tierra de Israel». y que Israel debería desalojar algunas zonas de Cisjordania para mantener la mayoría judía.
El 28 de marzo, el partido de Ólmert consiguió 29 escaños en la Knesset, bastante por debajo de las expectativas iniciales. El 4 de mayo, tras haber logrado formar coalición con el Partido Laborista, el partido ultraortodoxo Shas, y el partido de los Jubilados (Gil), Ehud Ólmert reasume el cargo de primer ministro, junto con todo su gabinete. En octubre de 2006 se sumó también a la coalición el partido Israel Beitenu.
Así y todo sigue siendo el bloque más grande en el Knesset y, por tanto, la primera opción para la creación de una coalición. En su discurso tras la victoria en las elecciones, Ólmert prometió para Israel una paz justa, fuerte, pacífica y próspera para el Estado, respetando los derechos de las minorías, valorar la educación, la cultura y la ciencia y, sobre todo el esfuerzo por alcanzar una duradera y definitiva paz con los árabes. Olmert dijo que así como Israel está dispuesto a transigir para la paz, los árabes deben ser flexibles en sus posiciones también. Advirtió que si los palestinos, con Hamás liderando la Autoridad Palestina, se niegan a reconocer al Estado de Israel, entonces Israel "tendrá su propio destino en sus manos", lo que implica directamente una acción unilateral.
El presidente de Israel, Moshé Katsav solicitó oficialmente a Ólmert el 6 de abril para formar un gobierno, nombrándolo primer ministro-Designado. Olmert tuvo un período inicial de 28 días para formar una coalición de gobierno, con una posibilidad de extenderlo por otras dos semanas. El 11 de abril de 2006, el Gabinete israelí considera a Sharon incapacitado de continuar en sus funciones. Los 100 días de reemplazo plazo se prorrogó debido a la fiesta judía de Pésaj, y una disposición hizo que, en caso de que Sharon mejorara la condición de entre el 11 de abril y el 14 de abril, la declaración no tendría efecto. Por lo tanto, la declaración oficial entró en vigor el 14 de abril, que dio término oficial el mandato de Sharon como primer ministro, transformando así a Olmert como el nuevo primer ministro interino (hasta que el primer ministro formó un gobierno).

## Primer ministro

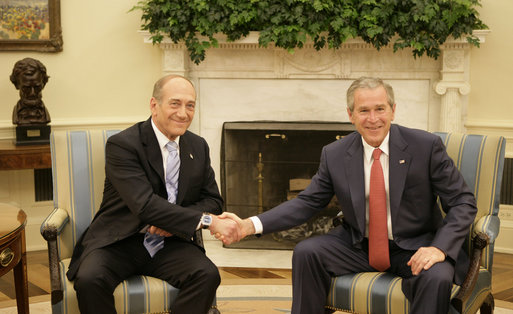
Ehud Olmert y George W. Bush.

El 4 de mayo de 2006, Olmert presentó su nuevo gobierno a la Knesset. Olmert se tornó en primer ministro y Ministro de Bienestar Social.
El 24 de mayo de 2006, Olmert fue invitado a intervenir ante una sesión conjunta del Congreso de los Estados Unidos. En su discurso dijo que su gobierno procederá a un plan de separación unilateral si no podía llegar a un acuerdo con los árabes. Olmert es el tercer primer ministro de Israel que ha sido invitado a participar en una sesión conjunta del Congreso Americano. El 4 de junio de 2006, Olmert anunció que se reunirá con Abu Mazen para reanudar las conversaciones sobre la hoja de ruta para la paz. 
El 26 de septiembre de 2006, la BBC informó de que el primer ministro Ehud Olmert celebró una reunión con un alto miembro de la familia real de Arabia Saudita. Estas conversaciones habrían incluido la propuesta de Arabia Saudita a llevar a los estados árabes al reconocimiento de Israel a cambio del retiro de Israel de los territorios en disputa. Olmert alegó en una entrevista con el periódico Yediot Aharonot que la reunión tenía el respaldo de los EE. UU.

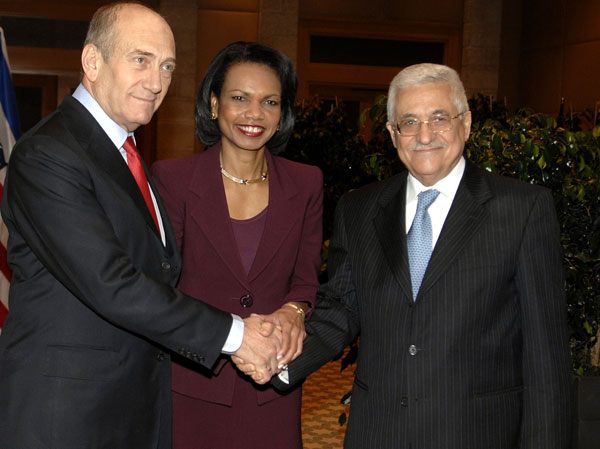
Ehud Olmert con Condoleezza Rice y Abu Mazen.

El 8 de diciembre, Olmert se reunió el presidente ruso Vladímir Putin sobre programa nuclear de Irán donde Putin expresó la esperanza de que las Consejo de Seguridad de la Naciones Unidas voten para imponer sanciones, si Irán sigue haciendo caso omiso de la comunidad internacional que exige que se detenga su desarrollo nuclear. 
Ólmert dijo el 9 de diciembre que no podía excluir la posibilidad de un ataque militar contra Irán, e instó a la comunidad internacional a intensificar la acción contra el país. Ante las repetidas amenazas de destruir Israel del Presidente iraní Mahmoud Ahmadinejad las cuales catalogó como actitud "absolutamente criminal", y dijo que está a la expectativa de "más dramáticos pasos a seguir."
Durante un viaje a Alemania, donde el 11 de diciembre se reunió y celebró una conferencia de prensa conjunta con el canciller Angela Merkel, dijo que estaba dispuesto a conceder "grandes territorios" de Cisjordania para una "paz verdadera". Esta retirada podría permitir el establecimiento de un nuevo estado árabe en la región.
El 2 de mayo de 2007, la Comisión Winograd acusó a Olmert de no gestionar adecuadamente la Segunda Guerra del Líbano, lo que provocó una manifestación de más de 100.000 personas pidiendo su dimisión.
El 28 de julio de 2007 Olmert pidió a su gabinete en que los sobrevivientes del Holocausto que viven en Israel con más de 70 años reciban un suplemento especial en sus pensiones llegando los beneficios asignados a unos $ 28 millones de dólares en 2008. 
En octubre de 2007, Olmert anunció que tiene cáncer de próstata. Sus doctores declararon que es muy leve, sin riesgo real, y que no influye en su trabajo.
El 4 de noviembre de 2007, declaró la intención de Israel de negociar con los palestinos sobre todas las cuestiones, señalando, «Annapolis será el punto de partida para continuas y profundas negociaciones, que no esquivará problemas ni hará caso omiso de cualquier división que ha enturbiado nuestras relaciones con el pueblo palestino desde hace ya muchos años».
El 30 de julio de 2008, Olmert anunció que no disputaría el liderazgo del partido Kadima en las elecciones de septiembre, y que dimitiría a su cargo una vez que su partido elija a un nuevo líder. En su discurso de dimisión, motivado por los casos de corrupción que está siendo acusado, declaró que está «orgulloso de ser ciudadano de un país en el que un primer ministro puede ser investigado como cualquier otro ciudadano», pero también declaró que «se vio obligado a defenderse de los ataques incesantes de los autonombrados soldados de la justicia, que trataron de derrocarlo de su puesto». La dimisión ha sido interpretada como una señal del final de su carrera política. Le sucedió como líder del partido la ministra de Asuntos Exteriores, Tzipi Livni, desde su victoria en las primarias del 18 de septiembre de 2008.

### Investigaciones judiciales y condena
Se han llevado a cabo cuatro investigaciones policiales que lo involucran. La primera por posibles irregularidades en el proceso de privatización del Banco Leumi mientras Ólmert fue ministro de Economía. La segunda por haber recibido presuntamente un descuento en la compra de una casa a cambio de agilizar los permisos de construcción como alcalde de Jerusalén. Otras dos investigaciones por corrupción cuando ocupó el cargo de ministro de Industria, una por la sospecha de que favoreció a uno de sus allegados en una licitación del ministerio, y otra por la sospecha de haber otorgado cargos a varios miembros del Likud por motivaciones políticas. El 7 de septiembre de 2008, la investigación policial concluyó que Olmert debía ser procesado por el Caso RishonTours y el de los Sobres de dinero. Durante los meses previos Olmert fue interrogado en siete ocasiones por la Unidad de Fraude de la Policía. El 30 de agosto de 2009 fue imputado formalmente por la Fiscalía del Distrito de Jerusalén tras meses de investigaciones, acusándole de recibir pagos ilegales de un empresario estadounidense mientras ocupaba el puesto de alcalde y posteriormente de ministro de comercio.
El 31 de marzo de 2014, fue condenado a seis años de cárcel por aceptar sobornos en el caso de corrupción urbanística conocido como Holyland, caso que le llevó a renunciar al cargo de primer ministro a finales de 2008.
Por su parte el 25 de mayo de 2015, Ólmert fue de nuevo condenado, en esta ocasión a ocho meses de cárcel por aceptar dinero para favorecer a un empresario. El 29 de diciembre de 2015 el Tribunal Supremo de Israel confirmó la condena por corrupción. El Supremo rebajó la condena de seis años a 18 meses por sobornos urbanísticos en el caso Holyland, luego añadió un mes por el cargo de obstrucción de justicia. Ólmert comenzó a cumplir su condena de 19 meses, en febrero de 2016, convirtiéndose en el primer antiguo jefe de Gobierno encarcelado en la historia del Estado judío.
El 2 de julio de 2017, Ólmert salió en libertad condicional de una prisión de Ramle, cerca de Tel Aviv, después de cumplir 16 meses de cárcel por corrupción.

## Tras abandonar la política
En 2009, Olmert habló en varias universidades de los Estados Unidos ante recepciones mixtas. En octubre de 2009, visitó Magnolia, Arkansas, y habló sobre la agricultura y la tecnología israelíes, así como sobre la perspectiva de Israel respecto a Irán. El discurso se pronunció en la Universidad del Sur de Arkansas, donde también invitó a la universidad rural a colaborar con la Universidad Hebrea de Jerusalén (Israel).
En 2012, expresó su oposición a un ataque militar contra Irán. En julio de 2019, canceló una visita a Suiza después de que le notificaran que sería interrogado por su papel en la Operación Plomo Fundido. En las elecciones legislativas israelíes de 2021 y 2022, expresó su apoyo al Partido Laborista de Israel. También se convirtió en columnista de Haaretz, junto con otros políticos como Zehava Gal-On, exlíder de Meretz, y el ex primer ministro Ehud Barak.
En 2025, Olmert escribió un artículo de opinión en el Haaretz en el que decía que Israel estaba cometiendo crímenes de guerra contra los palestinos en medio de la guerra de Gaza. Criticó la elevada cifra de muertos palestinos en el conflicto y cuestionó los objetivos de las Fuerzas de Defensa de Israel (FDI) y su capacidad para ganar la guerra. Calificó al gobierno israelí del primer ministro Benjamin Netanyahu de «banda criminal» e insinuó que la guerra se estaba prolongando intencionadamente para beneficio político de Netanyahu. Olmert afirmó que, si bien creía que Israel no violaba las leyes de la guerra en sus tratos con Gaza en el pasado, ahora «ya no podía hacerlo», citando los ataques indiscriminados contra civiles cometidos «deliberada, maliciosa e irresponsablemente» por Israel.
| Predecesor: Ariel Sharón | Primer ministro de Israel 2006-2009 | Sucesor: Benjamín Netanyahu |